# Cynoglossum virginianum
Cynoglossum virginianum är en strävbladig växtart som beskrevs av Carl von Linné. Cynoglossum virginianum ingår i släktet hundtungor, och familjen strävbladiga växter.

## Underarter
Arten delas in i följande underarter:
- C. v. boreale
- C. v. virginianum

## Bildgalleri

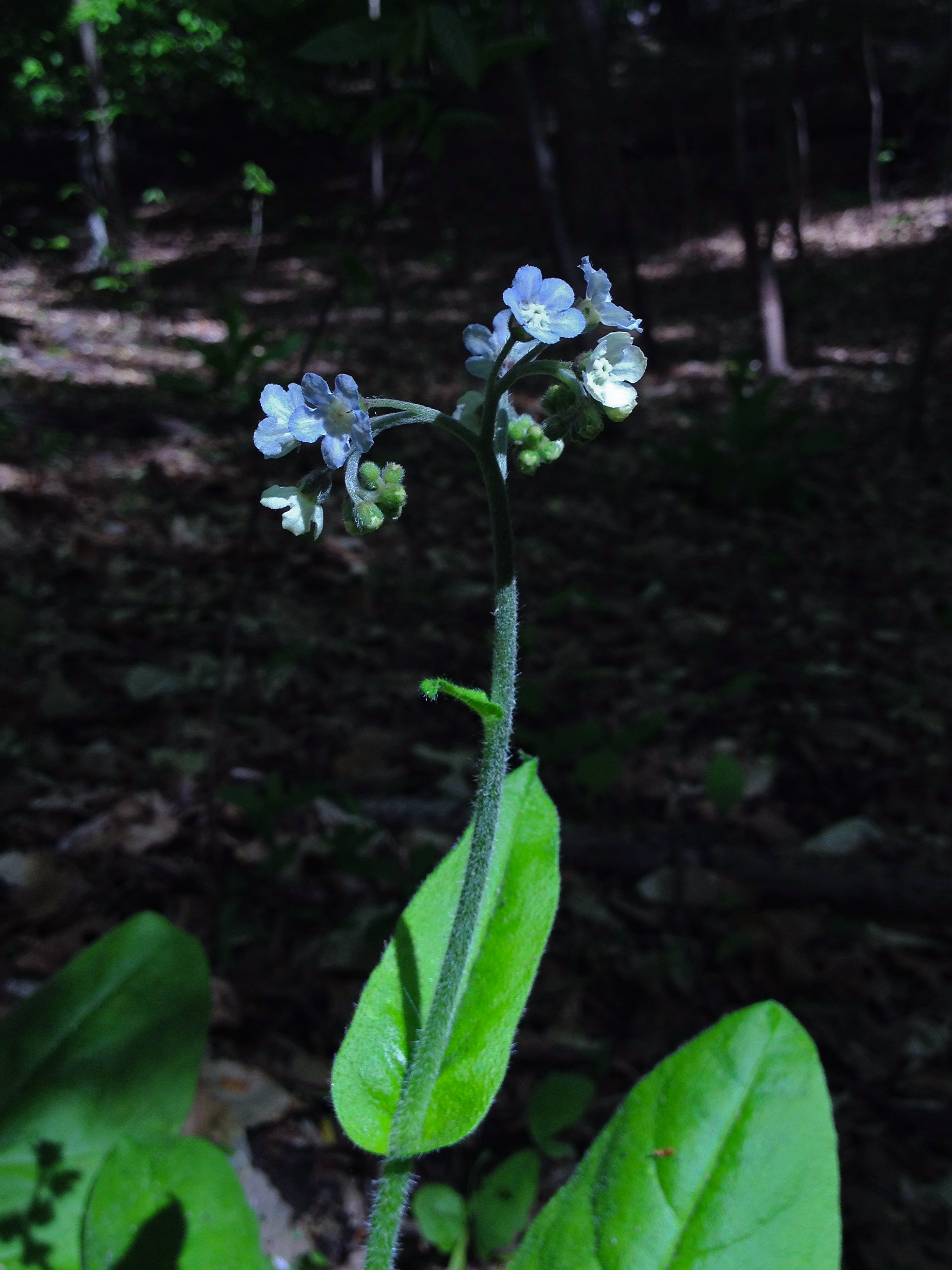